# شهرهای فدرالی روسیه
فدراسیون روسیه از ۸۳ واحد فدرال تشکیل می‌شود که ۳ تای آن‌ها شهر فدرال هستند:
| نقشه | پلاک | ایزو   | نام         | پرچم | نشان رسمی | ناحیه‌های فدرال روسیه   | منطقه‌های اقتصادی روسیه    | مساحت (km²) | جمعیت (۲۰۱۴) |
| ---- | ---- | ------ | ----------- | ---- | --------- | ---------------------- | ------------------------- | ----------- | ------------ |
| 1    | 77   | RU-MOW | مسکو        |      |           | ناحیه فدرالی مرکزی     | مرکزی                     | ۲٬۵۰۰       | ۱۲٬۱۱۱٬۱۹۴   |
| 2    | 78   | RU-SPE | سن پترزبورگ |      |           | ناحیه فدرالی شمال غربی | شمال‌غربی                  | ۱٬۴۳۹       | ۵٬۱۳۱٬۹۶۷    |
| 3    | 92   | (none) | سواستوپول   |      |           | ناحیه فدرالی جنوبی     | (رسماً در هیچ‌یک جای ندارد) | ۸۶۴         | ۳۸۱٬۴۰۰      |

این دو شهر مهمترین و بزرگترین شهرهای روسیه هستند و هر دوی آنها در غرب کشور قرار دارند.
سن پترزبورگ تا سال ۱۹۱۸ پایتخت روسیه بود و از آن هنگام تاکنون مسکو پایتخت روسیه است. البته پس از الحاق کریمه به فدراسیون روسیه شهر سواستوپول نیز شهر فدرال شد، اما بسیاری از کشورها مالکیت روسیه بر شبه جزیره کریمه را به رسمیت نمی‌شناسند.